# Lubey
Lubey és un municipi francès situat al departament de Meurthe i Mosel·la i a la regió del Gran Est. L'any 2007 tenia 209 habitants.

## Demografia

### Població
El 2007 la població de fet de Lubey era de 209 persones. Hi havia 81 famílies, de les quals 8 eren unipersonals (4 homes vivint sols i 4 dones vivint soles), 21 parelles sense fills, 39 parelles amb fills i 13 famílies monoparentals amb fills.
La població ha evolucionat segons el següent gràfic:
Habitants censats

### Habitatges
El 2007 hi havia 88 habitatges, 77 eren l'habitatge principal de la família, 3 eren segones residències i 8 estaven desocupats. Tots els 88 habitatges eren cases. Dels 77 habitatges principals, 68 estaven ocupats pels seus propietaris, 4 estaven llogats i ocupats pels llogaters i 4 estaven cedits a títol gratuït; 3 tenien dues cambres, 3 en tenien tres, 18 en tenien quatre i 52 en tenien cinc o més. 63 habitatges disposaven pel capbaix d'una plaça de pàrquing. A 25 habitatges hi havia un automòbil i a 49 n'hi havia dos o més.

## Economia
El 2007 la població en edat de treballar era de 144 persones, 99 eren actives i 45 eren inactives. De les 99 persones actives 89 estaven ocupades (48 homes i 41 dones) i 9 estaven aturades (6 homes i 3 dones). De les 45 persones inactives 11 estaven jubilades, 19 estaven estudiant i 15 estaven classificades com a «altres inactius».

### Ingressos
El 2009 a Lubey hi havia 77 unitats fiscals que integraven 206 persones, la mediana anual d'ingressos fiscals per persona era de 18.234,5 €.

### Activitats econòmiques
Dels 4 establiments que hi havia el 2007, 1 era d'una empresa de construcció, 1 d'una empresa de comerç i reparació d'automòbils, 1 d'una empresa de transport i 1 d'una empresa d'informació i comunicació.
L'any 2000 a Lubey hi havia 4 explotacions agrícoles.

## Equipaments sanitaris i escolars
El 2009 hi havia una escola elemental integrada dins d'un grup escolar amb els municipis propers que formen una escola dispersa.